# 施至成 (企業家)
施至成（英語：Henry Sy, Sr.，1924年12月25日—2019年1月19日），菲律賓華裔企業家、富豪，生於中國福建省晉江市，後來到菲律賓經商，業務範圍包括菲律賓、香港、美國以及歐洲。2013年美國福布斯雜誌評選，為全球華人富豪榜第六位，財產達132億美元，為菲律賓首富，亦有菲律賓以及香港永久居民的身份，主要投資地在菲律賓以及香港，亦有投資在全世界。他是著名零售業商人，為SM控股公司主席，被稱為菲律賓零售業之王。施至成創辦的SM集團是全球第三、亞洲最大的大型百貨商場開發營運集團。施至成的投資早年已經遍佈香港以及歐美。施至成同時為香港東寧發展有限公司董事長。

## 生平
1924年出生於福建省晉江縣龍湖鎮洪溪村（今屬晉江市），因家鄉生活困苦，施至成之父移民至菲律賓馬尼拉，在街上開小商店。1936年，施至成由故鄉至菲律賓，依靠父親。二次大戰期間，日軍佔領馬尼拉，其父親因為商店無法經營，所以回到中國，留下施至成在菲律賓繼續求學。
施至成完成在菲律濱中正學院（Chiang Kai Shek College）的學業之後，1950年畢業於遠東大學，主修商業經營。
最早，施至成在馬尼拉湯都區販售遭退貨與過季的廉價鞋子來維持生活。從1955年開始，他經常親自乘坐螺旋槳飛機，顛簸40小時，從美國紐約進貨，在菲律賓販賣。1958年，在馬尼拉溪仔婆區開設一間小型的鞋店，成為他事業的開端。
自2008年之後，他的財富超越陳永栽，成為菲律賓首富。
2019年1月19日在菲律宾逝世，享年94岁。